# Crusade (The Mission)
Crusade è il primo VHS del gruppo gothic rock britannico The Mission, pubblicato dalla PolyGram Musicvideo nel 1987.
Il 30 settembre 2008 è stato ripubblicato in formato DVD via Universal Music Group.
Precedentemente, nel 2006, era stato incluso in unico disco assieme a Waves Upon The Sand del 1990.

## Il video
Contiene le performance dei concerti tenuti, durante il World Crusade Tour, presso il "Rock City": un locale di Nottingham.

## Tracce
1. Intro – 1:41
2. Wasteland – 5:27
3. And the Dance Goes On – 4:27
4. Garden Of Delight – 4:35
5. Let Sleeping Dogs Die – 4:51
6. Serpent's Kiss – 3:52
7. Over the Hills and Far Away – 3:49
8. The Crystal Ocean – 4:56
9. Sacrilege – 4:27
10. Stay With Me – 4:23
11. Wake – 4:38
12. Blood Brother – 5:01
13. 1969 – 2:47 – cover dei The Stooges
14. Credits – 2:32

## Formazione
- Wayne Hussey – voce, chitarra
- Simon Hinkler – chitarra
- Craig Adams – basso
- Mick Brown – batteria